# Vrhovni sud
Vrhovni sud najčešći je izraz za najviši sud ili organ koji se nalazi na vrhu hijerarhije pravosuđa u državi. Ovlasti vrhovnih sudova ovise o zakonima ili ustavnom uređenju pojedinih država. U većini slučajeva predstavlja najvišu instancu čije se odluke redovnim putem više ne mogu osporavati ili dovoditi u pitanje. 